# Latvavaara
Latvavaara är en kulle i Finland.   Den ligger i den ekonomiska regionen  Östra Lapplands ekonomiska region  och landskapet Lappland, i den norra delen av landet, 800 km norr om huvudstaden Helsingfors. Toppen på Latvavaara är 382 meter över havet, eller 132 meter över den omgivande terrängen. Bredden vid basen är 4,2 km. Latvavaara ingår i Luostotunturit.
Terrängen runt Latvavaara är platt västerut, men österut är den kuperad. Trakten runt Latvavaara är nära nog obefolkad, med mindre än två invånare per kvadratkilometer. Närmaste större samhälle är Pyhäjärvi, 10,8 km öster om Latvavaara. 